# Alfredo Battisti
Alfredo Battisti, italijanski katoliški duhovnik, škof in nadškof, * 17. januar 1925, Masi, Padova, 1. januar 2012, Videm.

## Življenjepis
20. septembra 1947 je prejel duhovniško posvečenje.
13. decembra 1972 je postal nadškof Vidma; škofovsko posvečenje je prejel 25. februarja 1973.
28. oktobra 2000 je odstopil iz položaja nadškofa in se upokojil.